# Alta (Iowa)
Alta és una població dels Estats Units a l'estat d'Iowa. Segons el cens del 2000 tenia 1.865 habitants.

## Demografia
Segons el cens del 2000, Alta tenia 1.865 habitants, 726 habitatges, i 506 famílies. La densitat de població era de 685,8 habitants per km².
Dels 726 habitatges en un 35,3% hi vivien nens de menys de 18 anys, en un 55,4% hi vivien parelles casades, en un 9,9% dones solteres, i en un 30,3% no eren unitats familiars. En el 25,8% dels habitatges hi vivien persones soles el 14,2% de les quals corresponia a persones de 65 anys o més que vivien soles. El nombre mitjà de persones vivint en cada habitatge era de 2,56 i el nombre mitjà de persones que vivien en cada família era de 3,07.
Per edats la població es repartia de la següent manera: un 29,7% tenia menys de 18 anys, un 7,7% entre 18 i 24, un 28,3% entre 25 i 44, un 18,5% de 45 a 60 i un 15,9% 65 anys o més.
L'edat mediana era de 35 anys. Per cada 100 dones de 18 o més anys hi havia 91,1 homes.
La renda mediana per habitatge era de 31.941 $ i la renda mediana per família de 40.694 $. Els homes tenien una renda mediana de 29.655 $ mentre que les dones 20.368 $. La renda per capita de la població era de 15.908 $. Entorn del 8,5% de les famílies i l'11,3% de la població estaven per davall del llindar de pobresa.

## Poblacions més properes
El següent diagrama mostra les poblacions més properes.